# Agudos do Sul
Agudos do Sul è un comune del Brasile nello Stato del Paraná, parte della mesoregione Metropolitana de Curitiba e della microregione di Rio Negro. Si trova a 67 km dalla capitale dello Stato Curitiba.